# Pterotaea euroa
Pterotaea euroa är en fjärilsart som beskrevs av Frederick H. Rindge 1970. Pterotaea euroa ingår i släktet Pterotaea och familjen mätare. Inga underarter finns listade.